# Les Défenseurs de l'ombre
 (février 2018).
Si vous disposez d'ouvrages ou d'articles de référence ou si vous connaissez des sites web de qualité traitant du thème abordé ici, merci de compléter l'article en donnant les références utiles à sa vérifiabilité et en les liant à la section « Notes et références ».
Les Défenseurs de l'ombre est un jeu d'aventure développé par la société Effest et sorti en 1987 sur Atari ST. Le jeu a également été adapté sur Amiga et PC en 1989.
Il a pour suite Le Portail du monde et Les Survivants de l'aube rouge.

## Suites

### Le Portail du monde
Le Portail du monde est un jeu d'aventure développé par la société Effest et sorti en 1988 sur Atari ST. Ce jeu a aussi été adapté sur Amiga et PC en 1989.

### Les Survivants de l'aube rouge
Les Survivants de l'aube rouge est un jeu d'aventure développé par la société Effest et sorti en 1990 exclusivement sur Atari ST. Il aurait dû être porté sur Amiga et PC et un quatrième épisode était même prévu, mais la liquidation de la société Effest a empêché leur réalisation.